# Clathria hesperia
Clathria hesperia är en svampdjursart som beskrevs av Hooper 1996. Clathria hesperia ingår i släktet Clathria och familjen Microcionidae. Inga underarter finns listade i Catalogue of Life.